# Henri-Louis Wakker
Henri-Louis Wakker (* 18. März 1875 in Genf; † 17. März 1972 ebenda) war ein Schweizer Bankier und Immobilienunternehmer. Per Erbschaft stiftete er den Wakkerpreis.

## Leben
Der Sohn eines Schweizer Uhrmachers besuchte Gymnasien in Genf und in Süddeutschland, wo er Deutsch lernte. Nach einer Lehre als Bankkaufmann wurde er 1905 als Bankdirektor in Kairo angestellt. 
1911 kehrte er nach Genf zurück, wo er ein Liegenschaftsbüro gründete, das sich zunächst dem Verkauf von Villen und der Nutzbarmachung von Grundstücken widmete. Ab 1929 entwickelte er in Eaux-Vives verschiedene Wohnsiedlungen mit den Architekten Maurice Braillard und Henry Vial. 1955 zog er sich aus dem Geschäftsleben zurück. Als begeisterter Bergsteiger interessierte er sich für die Entwicklung der Ortschaften und Kleinstädte der Schweiz. Nach seinem Tode vermachte er dem Schweizer Heimatschutz das nötige Stiftungsvermögen, um jährlich einen Preis an politische Gemeinden zu vergeben, die sich in besonderer Weise dem Schutz und der Entwicklung ihres Ortsbildes gewidmet haben.